# Otzar Hatorah
Otzar Hatorah ou Ozar Hatorah (hébreu : אוצר התורה « Trésor de la Torah ») est une institution juive fondée en israel sous mandat britannique en 1945 avec pour but originel d’assurer une éducation juive orthodoxe aux enfants issus des communautés séfarades d’Orient. Un réseau s’étend ensuite à travers le Moyen-Orient et en Afrique du Nord, puis en France.

## Histoire
Otzar Hatorah est fondé dans les suites de la Seconde Guerre mondiale par Isaac Shalom (en), un Juif syrien établi à New York qui, au retour d’une visite dans les communautés séfarades en 1934, avait jugé les conditions de vie des Juifs désastreuses, sur les plans physique et spirituel. Cinq ans après avoir fondé l’école Meknez Mullah au Maroc, il établit avec Joseph Shamah et avec l’aide d’Ezra Teubal, un réseau de vingt-neuf écoles en Palestine mandataire avant 1945. Entre 1945 et 1948, d’autres écoles sont ouvertes au Maroc, en Libye et en Iran avec la collaboration de l’Alliance israélite universelle. Les écoles palestiniennes sont passées sous le contrôle du gouvernement après l’établissement de l’État d’Israël,.
Le réseau d’Otzar Hatorah s’étend au Kurdistan et à la Syrie, tandis que d’autres écoles sont ouvertes dans le Maghreb et en Iran. En 1955, Otzar Hatorah ouvre sa première école pour filles à Tanger, à l’initiative de Paul Reichmann. Ces écoles demeurent en fonction après le départ des Juifs des pays arabes bien que fonctionnant en effectifs réduits. Des écoles ont été ouvertes en Azerbaïdjan et en Ouzbékistan. 

### En France
La France étant la plus importante communauté juive d'Europe, notamment en raison des migrations des années 1950 et 1960 provenant du Maghreb et d'Égypte, Otzar Hatorah y consacre la majeure partie de son activité et est considéré comme un pionnier de l’éducation juive dans ce pays ; une première école est ouverte à Lyon en 1964, suivie, en 1970 à Sarcelles, Créteil, Antony en 1991, Toulouse, Marseille, Strasbourg, Garges, Paris 11e, 13e, 20e. Depuis quelques années, l’association, en difficulté financière, a fermé ses centres de Marseille et Strasbourg. Les établissements sont sous contrat avec l’État. Les élèves suivent les programmes nationaux avec, en plus, dix heures d’histoire du peuple juif. Les professeurs de ces disciplines sont formés en France, aux États-Unis, en Israël dans des yechivot.

## But et fonctions
Otzar Hatorah avait été fondée comme une organisation religieuse et philanthropique, visant à fournir un enseignement de qualité ainsi que de la nourriture et des soins médicaux. Elle encourage actuellement la formation de centres communautaires et finance, outre les écoles, la construction de synagogues et de bains rituels ainsi que la tenue de classes pour adultes et de vacances de jour. L’organisation est financée par l’American Jewish Joint Distribution Committee, les communautés locales et des fonds privés,. 
Le cursus dispensé intègre un enseignement situé dans la mouvance du judaïsme consistorial français et des matières profanes. Plusieurs écoles du réseau se sont distinguées par l’excellence de leurs résultats scolaires,.

## Tuerie devant l'école Ozar Hatorah de Toulouse

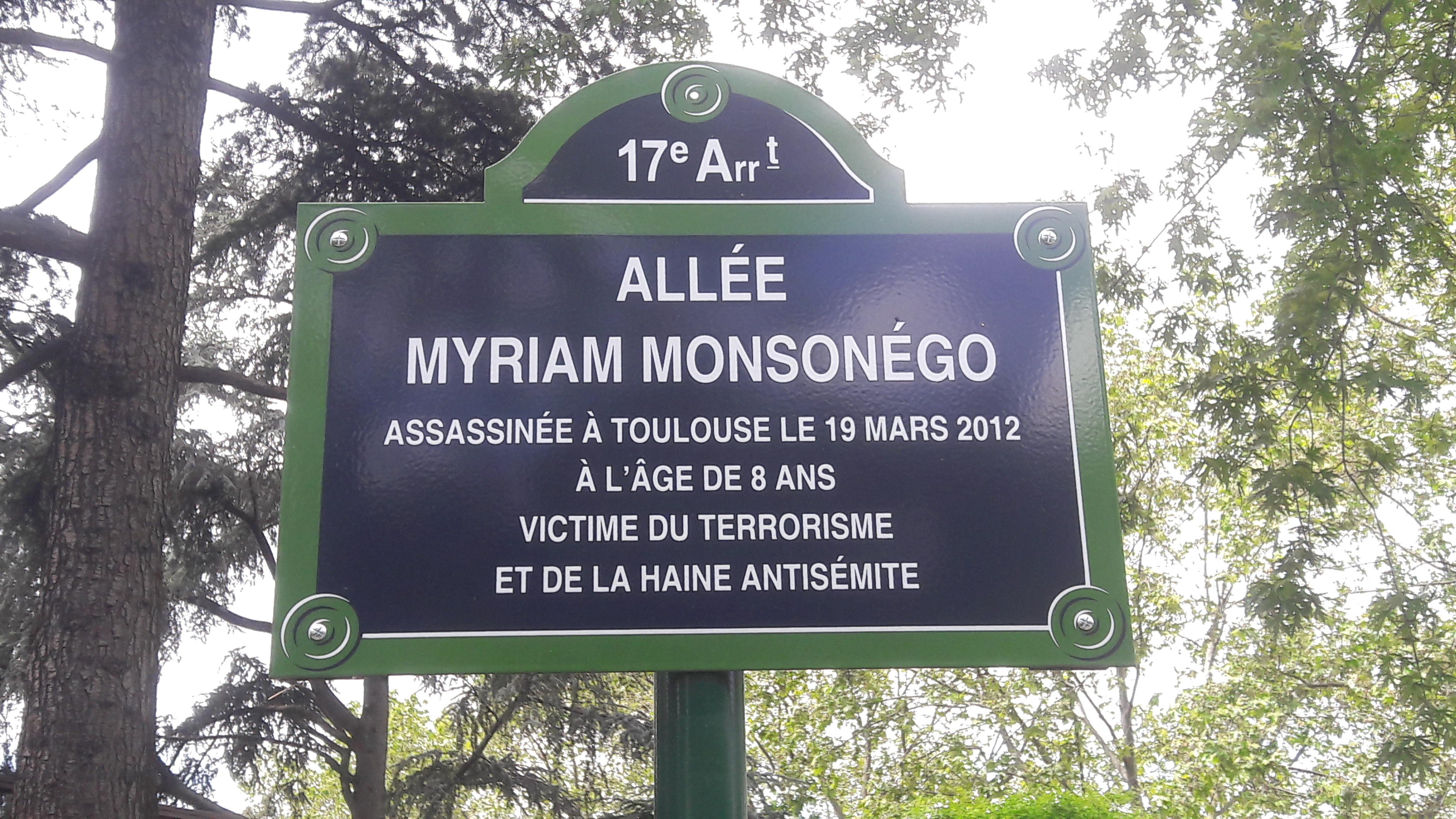
Plaque en hommage à l'écolière Myriam Monsonégo, 8 ans, assassinée le 19 mars 2012.

Le 19 mars 2012 vers 8 heures, un homme, Mohammed Merah, équipé d'une caméra et chevauchant un scooter Yamaha TMAX arrive devant l'établissement,, se gare, et dégaine un pistolet identifié par la police comme un pistolet 9 mm Parabellum, tue Jonathan Sandler, rabbin et professeur âgé de 30 ans, alors qu'il essaie en levant ses mains nues de protéger du tueur ses deux jeunes fils, Gabriel, 3 ans, et Aryeh, 6 ans, puis Merah les tue eux aussi, l'un des deux alors qu'il rampait à terre près des corps de ses père et frère,,,,. Il tue ensuite Myriam Monsonégo, 8 ans, la fille du directeur de l'école, Yaakov Monsonégo, après lui avoir tiré des balles dans l'épaule, l'avoir poursuivie puis saisie par sa queue de cheval alors qu'elle tentait de s'enfuir,,. Il manque sa première tentative à cause de l'enrayement de son arme mais en sort une autre, un pistolet de calibre .45 ACP, et la tue à bout portant. Il s'enfuit ensuite à scooter. Il blesse grièvement durant l'attaque Aaron « Bryan » Bijaoui, âgé de 15 ans et demi.
L'école Ozar Hatorah de Toulouse est connue aujourd'hui comme « Ohr Torah », Lumière de la Torah. Le 1er novembre 2012, une cérémonie d'hommage aux victimes est organisée en présence du président de République, François Hollande, et du Premier ministre de l'État d'Israël, Benyamin Netanyahou.